# Buck Rogers
Buck Rogers este un personaj fictiv din opera spațială creată de Philip Francis Nowlan în romanul Armageddon 2419 A.D. și care apare în diverse alte produse media (filme, seriale, benzi desenate). În Armageddon 2419 A.D., publicat în numărul din august 1928 al revistei pulp, Amazing Stories, numele personajului era "Anthony".  Un sequel, The Airlows of Han, a fost publicat în ediția din martie 1929.

## Vezi și
- Captain Video